# Heilko
Heilko ist ein männlicher Vorname.

## Herkunft und Bedeutung
Beim Namen Heilko handelt es sich um eine niederdeutsche und friesische Kurzform und Koseform von zusammengesetzten Namen, die mit dem Element heil „gesund“, „unversehrt“, „ganz“ gebildet werden.

## Verbreitung
Der Name Heilko ist ausgesprochen selten.
Die Niederlande registrierten im Jahr 2017 insgesamt 12 Namensträger, bei 7 davon handelte es sich um den Erstnamen.

## Varianten
Als Kurzform kann Heilko auf verschiedene Namen mit dem Element Heil- zurückgehen, beispielsweise Heilwig, Heilmut, Heilfrid, Heiluid (siehe Eloise).
Für Varianten von Heile: siehe Heilo#Varianten